# Гриденская
Гриденская — деревня в Кичменгско-Городецком районе Вологодской области.
Входит в состав Кичменгского сельского поселения, с точки зрения административно-территориального деления — в Шонгский сельсовет.
Расстояние до районного центра Кичменгского Городка по автодороге составляет 17 км. Ближайшие населённые пункты — Берёзовая Гора, Юшково, Чёрная.
Население по данным переписи 2002 года — 16 человек.